# Camargo, Chihuahua
Camargo là một đô thị thuộc bang Chihuahua, México. Năm 2005, dân số của đô thị này là 47209 người.